# Georges Boulanger

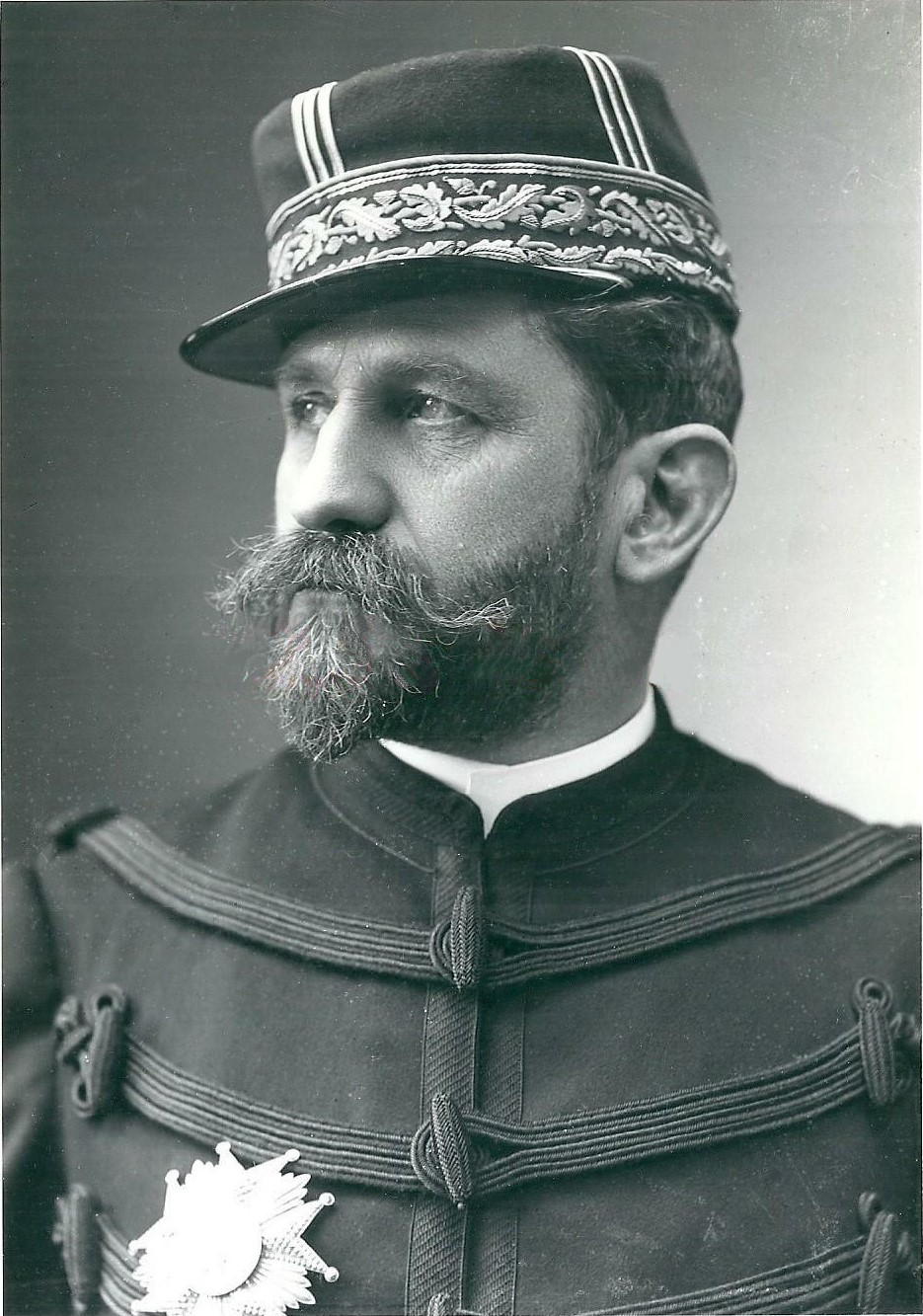
Generaal Georges Boulanger, foto gemaakt door Nadar

Georges Ernest Jean-Marie Boulanger (Rennes, 29 april 1837 – Elsene, 30 september 1891) was een Franse generaal en minister.

## Levensloop

### Militaire carrière
Boulanger werd geboren als zoon van een Bretonse burger en een Welshe aristocrate. Hij groeide op in Nantes, volgde de militaire academie Saint-Cyr, en werd vervolgens in 1856 onderluitenant der artillerie. Hij vocht tijdens de Tweede Italiaanse Onafhankelijkheidsoorlog van 1859. Op 3 juni van dat jaar raakte hij bij gevechten bij Robecchetto con Induno zwaargewond. Vanwege betoonde moed ontving hij het erekruis van het Legioen van Eer. In 1860 werd hij bevorderd tot luitenant, en in 1861 nam hij deel aan de Cochinchina-campagne tegen keizer Dực Tông. Bij Traï-Dan raakte Boulanger opnieuw ernstig gewond, toen hij door een lans in zijn dij werd geraakt. Nadat hij in 1864 in Frankrijk was teruggekeerd, trouwde hij met een nicht, Lucie Renouard. In 1866 werd hij bevorderd tot kapitein en werd hij benoemd tot instructeur aan de militaire academie Saint-Cyr.
In 1870 werd Boulanger tijdens de Frans-Duitse Oorlog vanwege zijn uitzonderlijke moed, bevorderd tot chef de bataillon (majoor). Tijdens het Beleg van Parijs raakte hij opnieuw gewond. Na de oorlog nam hij in 1871 als kolonel van het 114e Linieregiment van de artillerie deel aan de onderdrukking van de Commune van Parijs. Op 24 juni 1871 werd hij - dankzij het feit dat zijn naam werd genoemd in een verslag van generaal Patrice de Mac-Mahon - geëerd met de onderscheiding commandeur van het Légion d'Honneur. Bij een reorganisatie in 1872 werd Boulanger in rang teruggezet. Hij protesteerde hiertegen en bood zijn ontslag aan. Dit werd niet ingewilligd en hij werd aangesteld als luitenant-kolonel met de opdracht het 133e linieregiment te organiseren. In juli 1874 kreeg hij de rang van kolonel terug. Zijn directe meerdere werd Henri d'Orléans, duc d'Aumale, een zoon van de vroegere koning Lodewijk Filips). Hij werd de protegé van de duc d'Aumale en deze bevorderde zijn carrière. In 1880 werd hij - mede dankzij de duc d'Aumale - bevorderd tot brigadegeneraal. In hetzelfde jaar werd hij commandant van de 14e brigade van de Cavalerie.
In 1881 woonde Boulanger namens Frankrijk in Verenigde Staten van Amerika de feestelijkheden ter gelegenheid van het 100-jarige bestaan van de onafhankelijkheid van dat land bij. Deze feestelijkheden vonden plaats in Yorktown (Virginia), waar hij ook een landgenoot ontmoette: graaf Arthur Dillon, een rijk man, die zakelijke belangen had in de VS. Graaf Dillon zou later de voornaamste financier van Boulangistische beweging worden.
In 1882 werd Boulanger door de minister van Defensie, generaal Jean-Baptiste Billot, benoemd tot directeur van de Infanterie. In die functie voerde hij belangrijke legerhervormingen door. Gesteund door de minister en andere generaals werd de discipline aangescherpt en het moreel van de manschappen verbeterd. Ook het militair onderwijs, gegeven aan de militaire academies, werd gemoderniseerd.
In 1884 werd Boulanger bevorderd tot divisiegeneraal en aangesteld als commandant van het bezettingsleger in Tunis. Spoedig raakte hij in onmin met de burgerlijke resident-generaal van Tunesië, Paul Cambon. Boulanger en andere legerofficieren stelde de misstanden van het burgerlijk bestuur over het protectoraat aan de kaak, en dit werd hen niet in dank afgenomen door de autoriteiten in Tunesië. Boulanger verwierf een enorme populariteit in het leger en onder bepaalde politici in Parijs.

### Politieke carrière

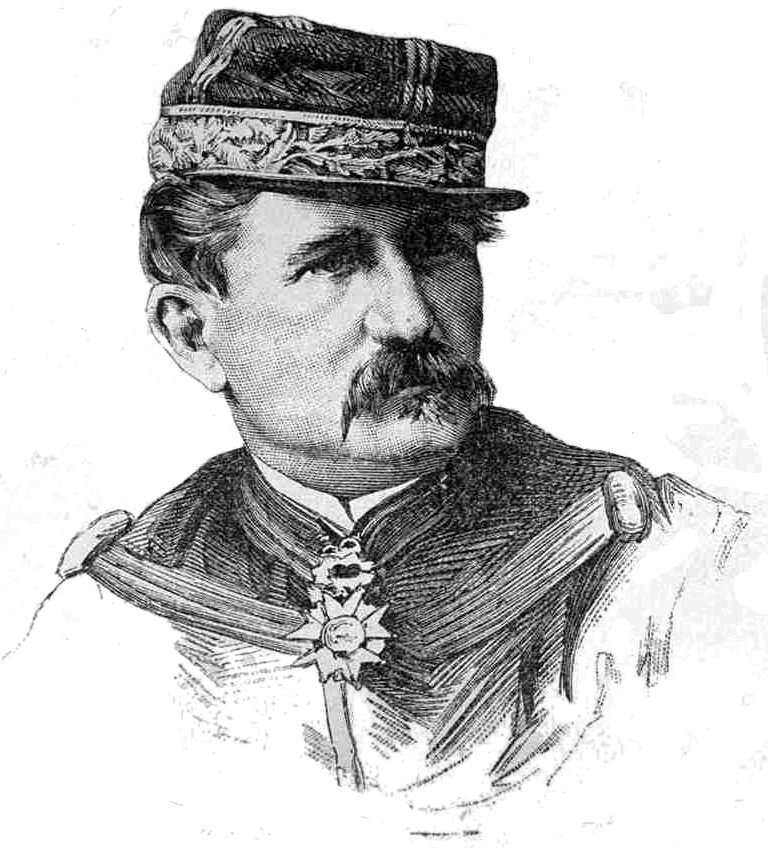
Portret van Georges Boulanger

Terug in Frankrijk werd hij de vertrouweling van de radicale voorman Georges Clemenceau, een oud-klasgenoot. Gesteund door de laatste werd hij op 7 januari 1886 als minister van Defensie opgenomen in het kabinet-De Freycinet. Als nationalist en revanchist streefde Boulanger een nieuwe oorlog met Duitsland na. Hier was zijn hele beleid als minister van Defensie op gericht. Net als Léon Gambetta wilde hij het leger - beperkt in aantal, conform de bepalingen van het vredesverdrag met Duitsland - drastisch uitbreiden, waar hij overigens maar ten dele in slaagde. Hij kreeg de bijnaam Général Révanche. Een andere noemenswaardige hervorming die hij doorvoerde, was dat het soldaten voortaan was toegestaan om een baard te laten groeien. Als minister van Defensie wist Boulanger de staking in Decazeville te bezweren.
Op 15 mei 1886 vond een groot en pompeus feest plaats ter gelegenheid van de verloving van prinses Marie Amélie d'Orléans (de dochter van prins Philippe d'Orléans, comte de Paris, de troonpretendent voor de Franse troon namens het Huis Orléans) met kroonprins Karel van Portugal. Na het verlovingsfeest vond een receptie plaats in een Parijs hotel, waarbij geen enkel lid van de regering was uitgenodigd. Het feest, meende enkele republikeinen, zou weleens de sympathie onder het volk voor de herstel van de monarchie kunnen doen toenemen. Volgens diezelfde republikeinen liep Frankrijk nog altijd gevaar om weer een monarchie te worden, zolang in Frankrijk nog prinsen van den bloede woonden. Op 27 mei 1886 diende regering een wetsontwerp in, waarin het "alle hoofden van families die over Frankrijk hebben geregeerd" werd verboden om op Frans grondgebied te wonen. Dit wetsontwerp werd op 11 juni door het Franse parlement goedgekeurd. Boulanger - een man met monarchistische sympathieën - kreeg de opdracht om prinsen van den bloede die in het Franse leger dienden, onder wie zijn vroegere superieur de duc d'Aumale, uit hun militaire functies te ontheffen. Door deze maatregel nam de populariteit van Boulanger onder de bevolking en binnen republikeinse kringen toe. Zijn populariteit werd alleen maar groter, toen in juli 1886 de Chinees-Franse Oorlog eindigde en Frankrijk Tonkin aan Frans Indochina kon toevoegen.
Door de snelle technologische ontwikkeling van de artillerie en de munitie was de explosieve kracht van granaten sterk vergroot. Bakstenen muren boden hiertegen onvoldoende bescherming en om dit te bewijzen stemde Boulanger in met een experiment. In het najaar van 1886 werd het vier jaar oude Fort de la Malmaison als proefobject gebruikt. Het fort werd beschoten met granaten van 155mm en 220mm. De schade die deze toebrachten was zeer groot en alle bestaande bakstenen forten op slag verouderd.
Gesteund door de militaire overwinning in het Verre Oosten en zijn ongekende populariteit onder de bevolking, achtte Boulanger het moment gekomen om Duitsland te provoceren. Hij liet de legerkampen aan de Frans-Duitse grens versterken en liet militaire faciliteiten aanleggen in de Belfortregio, waardoor de indruk werd gewekt dat een mobilisatie ophanden was. Ook werd de export van paarden aan Duitsland verboden en liet hij een verbod op de uitvoering van Lohengrin uitvaardigen. Op 17 september hield Boulanger in Libourne een opzwepende redevoering, waarin hij verklaarde dat het militaire beleid gericht op de verdediging van Frankrijk voorbij was en dat met een militair beleid gericht op de aanval zou worden begonnen. Kort hierna werd hij tijdens een bijeenkomst van de Ligue des Patriotes (Liga van Patriotten) in Parijs toegejuicht door zo'n honderdduizend man. Deze mensenmassa bleef na afloop van Boulangers toespraak zijn naam scanderen.
Na de val van het kabinet-De Freycinet bleef Boulanger minister van Defensie in het radicale kabinet-Goblet (16 december 1886 - 13 mei 1887). In mei 1887 vond de zogenaamde Affaire Schnaebelé plaats. Guillaume Schnaebelé, een medewerker van de Franse spoorwegen, werd onder valse voorwendselen naar Duitsland gelokt (zogenaamd voor werkoverleg met Duitse collega's) waar hij door de Duitse autoriteiten werd gearresteerd en beschuldigd van spionage. Boulanger eiste een onmiddellijke mobilisatie, maar hij ondervond tegenstand van de minister van Buitenlandse Zaken Gustave Flourens, die naar een diplomatieke oplossing zocht. Premier René Goblet koos aanvankelijk noch de zijde van Boulanger, noch die van Flourens. Uiteindelijk steunde Goblet toch Flourens. Voortaan werd Boulanger binnen de regering gezien als gevaarlijk. Op 17 mei 1887 werd het kabinet-Goblet vervangen door het kabinet-Rouvier. In dit kabinet keerde Boulanger niet terug. Generaal Théophile Ferron volgde hem als minister van Defensie op.

### Leider van deBoulangistischebeweging
Hierna stelde hij zich aan het hoofd van de zogenaamde Boulangistische Beweging, bestaande uit monarchisten, nationalisten, revanchisten, oud-radicalen, ontevreden republikeinen en enkele socialisten. De beweging werd gefinancierd door mensen als Comte (graaf) Dillon, Henri Rochefort en duchesse d'Uzès. Prominente Boulanigisten waren de conservatieve Henri Rochefort, de journalist Arthur Meyer, de Joodse radicaal-liberale Alfred Joseph Naquet en de nationalist Paul Déroulède. De Boulangisten streefden naar Révanche (oorlog met Duitsland), Révision (herziening van de grondwet in autoritaire zin) en Restauration (herstel [van de monarchie]). Op initiatief van Rochefort stelde Boulanger zich kandidaat voor de tussentijdse verkiezingen in het departement Seine en kwam met 100.000 stemmen op 8 juli 1887 in de Kamer van Afgevaardigden (Chambre des Députés). De gedachte van de regering dat de populariteit van Boulanger afnam door hem de post van minister van Defensie te ontnemen, bleek onjuist.
Georges Boulanger werd in juli 1887 commandant van het 13e Legerkorps in Clermont-Ferrand. Bij zijn vertrek per trein vanuit het Gare de Lyon op 8 juli werd hij door een grote volksmassa toegejuicht en beplakt met posters met de tekst "Il reviendra" ("Hij komt terug"). Het vertrek van de trein werd uiteindelijk met twee uur vertraagd.
Nu zijn aanzien in de kringen der radicalen was afgenomen, zocht Boulanger ook toenadering tot Ligue des Patriotes van Paul Délourède. Délourède was evenals Boulanger een revanchist. Boulanger reisde in het geheim naar Parijs voor besprekingen met Délourède, zonder dat Boulanger verlof had aangevraagd. Toen de regering onder Pierre Tirard hiervan op de hoogte werd gesteld, werden er disciplinaire maatregelen genomen tegen Boulanger. Op 15 maart werd hij op non-actief gesteld en op 26 maart van de officierslijsten geschrapt.

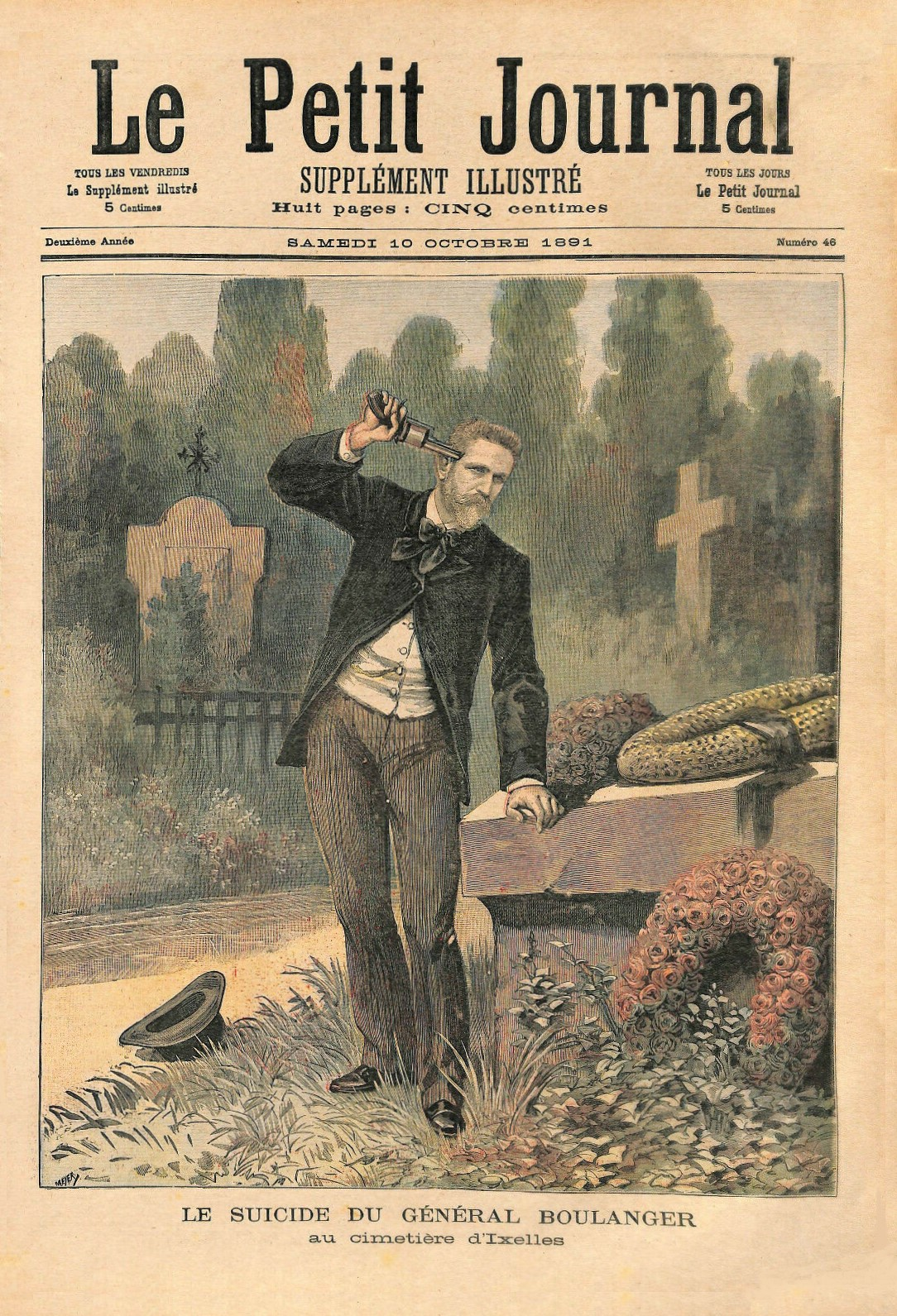
Zelfmoord van Boulanger

Op 1 januari 1888 had Boulanger in Zwitserland een geheim gesprek met prins Napoleon Jozef Karel Paul Bonaparte, het hoofd van het Huis Bonaparte. Namens de Bonapartistische beweging verleende de prins zijn steun aan Boulanger. Op 15 april 1888 werd Boulanger voor het Noorderdepartement in de Kamer van Afgevaardigden herkozen. Op 12 juli 1888 kwam het tot een fel debat tussen Boulanger en premier Charles Floquet. Floquet noemde Boulanger een klerikalist en tegenstander van de republiek, terwijl Boulanger Floquet uitmaakte voor leugenaar. Uiteindelijk daagde Floquet Boulanger uit voor een duel. Het duel vond plaats op het landgoed van comte Dillon. Als secondanten van Boulanger traden de socialist Charles-Ange Laisant en de linkse-liberaal René-Félix Hérissé op. Als secondanten van Floquet traden Clemenceau (!) en Georges Perrin op. Tijdens het duel stak Floquet de generaal in de hals. Hevig bloedend wist Boulanger nog het huis van Villon te bereiken. Boulanger overleefde de verwondingen. Vervolgens nam de populariteit onder de Parijse bevolking voor Boulanger nog meer toe. In januari 1889 werd hij met overweldigende meerderheid voor Parijs in de Kamer van Afgevaardigden gekozen.
Zijn medestanders achtten de tijd rijp voor Boulanger om de macht te grijpen. De generaal aarzelde echter en besloot om geen staatsgreep uit te voeren. Zijn aanhangers raakte teleurgesteld. De regering zag kans om met Boulanger af te rekenen. Een door de minister van Binnenlandse Zaken Ernest Constans ingediend wetsvoorstel om "geheime genootschappen" te verbieden, werd door het parlement aangenomen, waardoor de Ligue des Patriotes kon worden verboden. Kort hierna werd Boulanger beschuldigd van "samenzweren tegen de staat" en werd het gerucht verspreid dat een arrestatiebevel tegen hem zou worden uitgevaardigd. Op 1 april 1889 vluchtte Boulanger naar Londen, en later naar Brussel. Als gevolg hiervan nam de aanhang van Boulanger af en boekten de Boulangisten bij de parlementsverkiezingen van 1889 maar een klein succes (72 zetels in de Kamer van Afgevaardigden, terwijl de radicalen 100 zetels veroverden). Op 14 augustus werd Boulanger bij verstek veroordeeld.
Boulanger had zich inmiddels met zijn minnares, Marguerite de Bonnemains, geb. Crouzet, in Brussel gevestigd. Op 15 juli 1891 overleed Mme De Bonnemains aan tuberculose. Ze werd begraven op de begraafplaats van Elsene. Twee maanden later, op 30 september 1891, pleegde Boulanger zelfmoord op het graf van zijn geliefde. Hij werd in hetzelfde graf begraven. Op de grafsteen staan alleen hun voornamen vermeld. Onder de voornaam "Marguerite" staat "à bientôt" ("tot binnenkort") en onder de voornaam "Georges" staat "Ai-je bien pu vivre deux mois et demi sans toi?" ("Heb ik werkelijk tweeënhalve maand zonder jou kunnen leven?").
Clemenceau, die zich reeds lang van Boulanger had afgekeerd, zou naar aanleiding van de theatrale zelfmoord hebben gesneerd: "Hij is gestorven zoals hij heeft geleefd, als een tweede luitenant".

## Nalatenschap
Het (vage) gedachtegoed van Boulanger wordt door sommigen (Zeev Sternhell) gezien als een soort fascistische ideologie. Voor rechts autoritaire politici is Boulanger (nog steeds) een held. Zijn ideeën vonden echter ook weerklank onder linkse politici (socialisten zoals Charles-Ange Laisant). Er bestonden in het Frankrijk van het einde van de negentiende eeuw ook links-Boulangistische partijen.
Veel oud-Boulangisten behoorden tijdens de Dreyfusaffaire tot de Anti-Dreyfusards.

## Uitspraken
- "Wij kunnen eindelijk definitief afstand doen van ons ongelukkige verdedigingsbeleid, meer en meer kan Frankrijk zich nu richten op een aanvallend beleid" (Boulanger, 1886, toespraak te Libourne)
- "Hij stierf zoals hij leefde: als een tweede luitenant" (Clemenceau na het horen van de zelfmoord van Boulanger, 1891)